# Експропріація
Експропріа́ція (лат. expropriatio, від лат. exproprio — «позбавляю власності») — примусове (без відшкодування чи оплачуване) позбавлення власності.
Зазвичай термін експропріація використовується у випадках вилучення майна державою чи громадою. Як правило така експропріація здійснюється на основі певних законодавчих актів, указів тощо. Експропріація без відшкодування називається конфіскацією. Експропріації — головний спосіб перерозподілу власності в часи соціальних потрясінь та революцій.
На сучасному етапі експропріація в законодавстві європейських країн розглядається виключно як прерогатива державної влади і використовується майже виключно щодо нерухомої власності, у випадку коли вона необхідна для здійснення певних суспільних чи суспільно корисних робіт. Прикладом може бути земельна ділянка, необхідна для будівництва моста чи дороги.
В англійській мові використовуються декілька історично-обумовлених термінів для позначення експроприації: eminent domain (США, Філіппіни), land acquisition (Індія, Малайзія, Сингапур), compulsory purchase/acquisition (Австралія, Нова Зеландія, Ірландія, Сполучене Королівство), resumption (Гонг-Конг, Уганда), resumption/compulsory acquisition (Австралія, Барбадос, Нова Зеландія, Ірландія, Сполучене Королівство), expropriation (Аргентина, Бразилія, Канада, Чилі, Данія, Фінляндія, Франція, Німеччина, Греція, Італія, Мексика, Нідерланди, Норвегія, Панама, Польща, Португалія, Україна, ПАР, Іспанія, Швеція).